# Sengalenkopf
Der Sengalenkopf ist ein 1210,4 m ü. NHN hoher Berg im Südschwarzwald in Baden-Württemberg. Er liegt auf den Gebieten der Städte Schönau und Todtnau rund 23 km südöstlich von Freiburg im Breisgau und 8 km südlich des Feldbergs, des höchsten Berges im Schwarzwald.

## Lage und Charakteristik

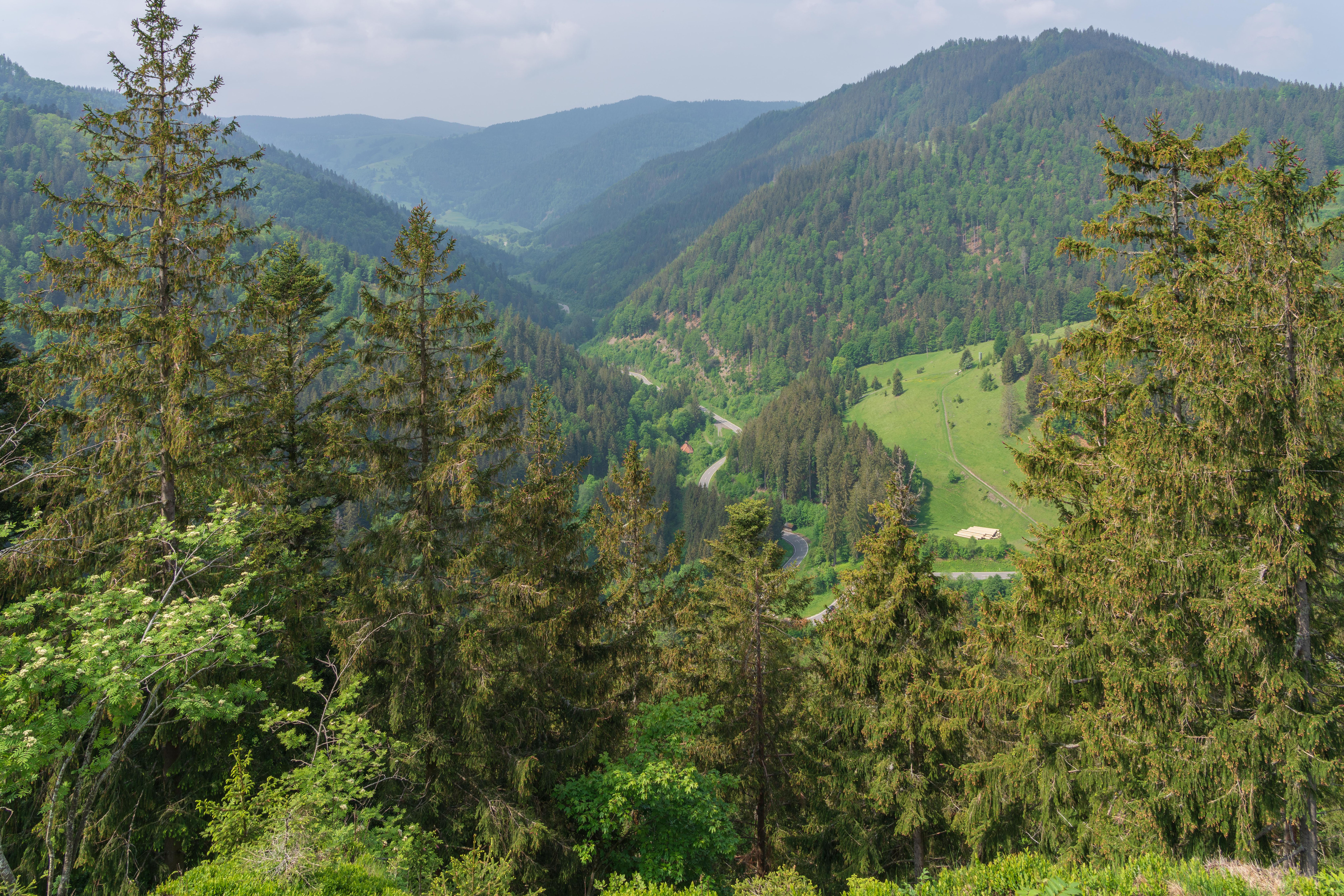
Blick von Nordosten über das obere Prägbachtal auf den Sengalenkopf (rechts)

Der Sengalenkopf ist eine kantige Berggestalt mit zwei Gipfeln im spitzen Talwinkel des Prägbachs nördlich des Präger Kessels. Aus ihm ragt der Berg mit steilen Hängen bis zu 600 Meter auf.
Aufgebaut ist der Berg aus Gesteinen der Sengalenkopf-Schiefer-Formation aus dem Ordovizium (485–444 Mio. Jahre) und dem Silur (444–418 Mio. Jahre). Der Gipfel und der Nordkamm werden von widerständigeren Granitporphyr-Gängen gebildet. Diese Gesteine sind Teil der heterogenen, von zahlreichen Verwerfungen durchzogenen und westöstlich streichenden Badenweiler-Lenzkirch-Zone. Sie durchzieht ein Gebiet, das zumeist aus Gneisen und Graniten besteht.
Der rundum sehr steilhängige Berg ist von meist lichten, naturnah zusammengesetzten hochmontanen Bergwäldern bestanden, meist Buchen-Mischwald mit Berg-Ahorn und Bergulme, der eng verzahnt ist mit Ahorn-Eschen-Blockwäldern oder, etwas tiefer, Ahorn-Linden-Blockwäldern. Im südwestexponierten Block- und Felshang der Sengalenhalde ist der Waldbestand sehr strukturreich. Die Gipfelpartie ist durchsetzt mit einzelnen Felsrücken, im Süden gibt es großflächige Blockhalden und im Norden Weidfelder.

## Name
Der Name kennzeichnet eine ehemalige Waldfläche, die durch Feuer abgesengt (gsengelet) worden war.

## Naturschutz und Tourismus
Die natürliche Vegetation eines hochmontanen Fichten-Tannen-Buchenwaldes ist am Sengalenkopf in Teilen noch erhalten. Die felsigen Steilhänge und die Weidfelder sind Kernzonen des Biosphärengebiets Schwarzwald. Der Sengalenkopf liegt im Naturschutzgebiet Gletscherkessel Präg. 
Der Sengalenkopf wird nur in geringem Maße im Rahmen von Spaziergängen in der Umgebung der Almwirtschaft Gisiboden erwandert. 